# Max Heidlauff
Max Albert Heidlauff (* 13. April 1858 in Lahr; † 1. März 1935) war ein deutscher Kommerzienrat und Stadtrat.

## Leben
Max Albert Heidlauuf war Sohn von Karl Friedrich Heidlauff und Karolina geb. Rauch. 1884 heiratete er Wilhelmine Marie Holderer. Nach dem Besuch der Volksschule und des Realgymnasiums machte Heidlauff eine kaufmännische Lehre und eine Ausbildung im Ausland. Er war Mitglied des Landeseisenbahnamtes Karlsruhe der Deutschen Reichsbahn sowie Stadtrat, Kommerzienrat und Präsident der Handelskammer in Lahr. Daneben war Heidlauff von 1913 bis 1918 Mitglied der Ersten Kammer des Badischen Landtages. Ausgezeichnet wurde er mit dem Eisernen Kreuz des Ordens vom Zähringer Löwen.